# Théâtre épique
Le théâtre épique (episches Theater en allemand) est un style théâtral qui tente, par l'introduction d'un narrateur, de rendre le théâtre « épique », c'est-à-dire plus proche d'une épopée. Dans les tragédies antiques, cela est réalisé par exemple par le chœur. 
Le théâtre épique s'oppose au théâtre dramatique (ou aristotélicien) qui, lui, cherche à captiver le spectateur par le saisissement (catharsis).

## Historique
Le mouvement du théâtre épique s'est développé dans la première moitié du XXe siècle, à partir de théories et d'expériences d'un certain nombre d'hommes de théâtre, parmi lesquels Erwin Piscator, Vladimir Maïakovski, Vsevolod Meyerhold et surtout Bertolt Brecht. Même si beaucoup des concepts et méthodes formant le théâtre épique de Brecht étaient latents depuis des années et même des siècles, c'est lui qui les a unifiés, en a fait un style, et l'a popularisé.
Le théâtre épique était une réaction contre d'autres formes populaires du théâtre, en particulier l'approche naturaliste initiée par Constantin Stanislavski. Comme Stanislavski, Brecht n'aimait pas le théâtre peu profond, les complots manipulateurs et l'émotion exacerbée du mélodrame; mais là où Stanislavski essayait de créer un comportement humain véritable à travers les techniques de son système et d'absorber complètement l'auditoire dans le monde fictif du spectacle présenté, Brecht considère que la méthode de Stanislavski produit une évasion de la réalité. Le foyer social et politique de Brecht l'éloignait aussi du surréalisme et du théâtre de la cruauté, tel que développé dans les écrits et les spectacles d'Antonin Artaud, qui tentait d'atteindre l'audience viscéralement, psychologiquement, physiquement et de manière irrationnelle.
Vers la fin de sa carrière, c'est le terme théâtre dialectique que Bertolt Brecht préférait au mot théâtre épique. De son point de vue, le concept théâtre épique avait été trop formalisé pour être dorénavant utilisable : une des innovations esthétiques les plus importantes de Brecht était de privilégier la fonction par rapport à l'opposition stérile entre contenu et forme. D'après Manfred Wekwerth, l'un des directeurs du Berliner Ensemble du temps de Brecht, le terme réfère à la « dialectisation des événements » que produit son théâtre.

## Théâtre épique selon Bertolt Brecht
Le théâtre épique représente une modification fondamentale du système théâtral. Mais Brecht ne concevait pas le théâtre épique comme opposé au théâtre dramatique ; d'après lui, il n'y a pas d'opposition systématique, mais seulement des glissements d'intonation. Le théâtre épique doit être d'une forme narrative, doit provoquer une activité du spectateur, le conduire à se former des opinions, et à les confronter au spectacle présenté. L'imitation (mimesis) et l'identification sont à éviter dans le théâtre épique. Brecht demande aussi de la part des acteurs une réflexion constante. L'acteur ne doit pas, comme dans la pratique théâtrale usuelle, s'identifier au rôle, mais au contraire illustrer ce rôle et ses actions, et en même temps les évaluer. Brecht suit là la prémisse de Karl Marx selon laquelle l'être social détermine la conscience. Une méthode essentielle du théâtre épique est la distanciation : le déroulement linéaire du spectacle est interrompu, par des commentaires narrés ou des chansons, de façons à permettre au spectateur d'établir une distance à la pièce et aux acteurs. Le décor et les costumes peuvent aussi contribuer à renforcer cette distance.
Le théâtre épique de Brecht réalise une rupture avec la conception précédente du théâtre. En tant que marxiste, il entend ses pièces comme des « instruments d'instruction, au sens de la pratique sociale révolutionnaire ». Pour pouvoir instruire, il faut déclencher le processus de réflexion. À cet effet, le spectateur doit prendre conscience du caractère illusoire du théâtre, et ne doit pas, contrairement à ce que demande la catharsis aristotélicienne, être prisonnier de l'action, avoir pitié des protagonistes, ressentir les événements comme un destin individuel et les accepter comme tels. Au contraire, le spectateur doit voir la représentation comme une parabole des rapports sociaux généraux et se demander comment les injustices présentées pourraient être modifiées. La théorie théâtrale de Brecht est une théorie politique ; il voit les pièces écrites en exil comme des tentatives de création d'un nouveau théâtre ; le « théâtre de l'ère scientifique ».
Brecht voulait un théâtre analytique qui incitât le spectateur à une réflexion distanciée et au questionnement. Dans ce but, il distancie et désillusionne intentionnellement le spectacle, pour rendre évidente la différence entre le spectacle et la vie réelle. Les acteurs doivent analyser et synthétiser, c'est-à-dire avoir une approche extérieure au rôle, pour agir ensuite consciemment comme l'aurait fait le personnage. Le théâtre épique s'oppose  à la conception  de Stanislavski autant qu'à celle de Lee Strasberg qui aspirent à un réalisme maximal et qui demandent à l'acteur d'intérioriser le personnage.

## Comparaison du théâtre dramatique et du théâtre épique de Brecht
Le schéma suivant décrit les « glissements du théâtre dramatique vers le théâtre épique ». Il est adapté des Notes sur l'opéra « Grandeur et décadence de la ville de Mahagonny » de Brecht, dans la version de 1938
| forme aristotélicienne du théâtre          | forme épique du théâtre                       |
| ------------------------------------------ | --------------------------------------------- |
| action                                     | narration                                     |
| événement                                  | vision du monde                               |
| suggestion                                 | argument                                      |
| développement                              | montage                                       |
| sentiment                                  | raisonnement                                  |
| les scènes ont des rapports entre elles    | chaque scène ne compte que pour elle-même     |
| événements linéaires                       | événements sinueux                            |
| évolution forcée                           | évolution en courbe droite                    |
| permet des sentiments                      | exige du spectateur des jugements             |
| le spectateur est dans le spectacle        | le spectateur est face au spectacle           |
| implique le spectateur dans l'action       | fait du spectateur un observateur             |
| exploite son activité                      | suscite son activité                          |
| le spectateur conserve des sentiments      | le spectateur tire des conclusions            |
| le spectateur vibre avec la représentation | le spectateur étudie la liste des personnages |
| le spectateur est immergé                  | le spectateur est opposé à la scène           |
| l'homme est supposé connu                  | l'homme est sujet d'étude                     |
| l'homme ne change pas                      | l'homme change et provoque des changements    |
| l'homme est fixe                           | l'homme est un processus                      |
| la pensée détermine l'homme                | l'être individuel détermine la pensée         |

## Techniques
La forme épique décrit à la fois un type de drame écrit et une approche méthode de la manière de produire le spectacle: « Ce sont sa clarté de description et de narration, et l'usage de chœurs et de projections comme support de commentaires qui déterminent le caractère "épique" ». Brecht préféra plus tard le terme « théâtre dialectique ».
Un des objectifs du théâtre épique est de maintenir le spectateur conscient du fait d'assister à un spectacle: « Il est très important que l'un des aspects principaux du théâtre ordinaire, à savoir la création d'une illusion, soit exclu du théâtre épique ». 
Comme pour le principe de la construction dramatique employé dans la forme écrite du drame (ce que Brecht appelle le « drame non aristotélicien »), l'approche épique à la production théâtrale utilise une technique de montage faite de fragmentations, de contrastes et de contradictions, et d'interruptions. L'auteur dramatique français Jean Genet formule, dans ses pièces, une vision du monde très différente de celle de Brecht, il recommande, dans une lettre de 1966 au metteur en scène Roger Blin, sur la meilleure manière de monter sa pièce Les Paravents, une approche épique à la mise en scène :
«  Chaque scène, et chaque séquence dans une scène, doit être jouée parfaitement et rigoureusement comme si elle était une courte pièce complète par elle-même. Sans aucune bavure. Et sans comporter la plus petite allusion qu'il pourrait y avoir une autre scène, ou une autre séquence dans cette scène, qui pourrait suivre les scènes précédentes »
Brecht également recommandait de jouer chaque partie d'une pièce indépendamment des autres, comme dans un spectacle musical où chaque numéro se tient par lui-même.
Les techniques répandues de mise en scène du théâtre épique comprennent un décor simplifié, non réaliste, en contraste avec un réalisme sélectif sur les costumes et les décors, ainsi que des annonces sonores ou visuelles qui interrompent et résument l'action. Brecht utilisait la comédie pour créer une distance entre le spectateur et les événements présentés ; il a été fortement imprégné par des acteurs de comédie musicale et de spectacle de champs de foire, le poussant à inclure musique et chansons dans ses pièces.
Le théâtre épique incorpore un mode de jeu d'acteur qui utilise ce qu'il appelle gestus. Jouer un rôle dans le théâtre épique demande, de la part du comédien, de jouer un personnage sans se convaincre lui-même ni le public qu'il est « devenu » ce personnage. Les acteurs s'adressent souvent directement au public (« ils rompent le quatrième mur ») et ils jouent plusieurs rôles. Brecht pensait qu'il était important d'expliciter les choix des personnages, et il a tenté de développer un style de jeu où il devenait évident que les personnages pouvaient choisir une action plutôt qu'une autre. Par exemple, un personnage pouvait dire : « J'aurais pu rester à la maison, mais je suis allé faire des courses ». Il appelait ceci « expliciter l'élément " non pas-mais " ». 

### Distanciation
La Distanciation (théâtre) (Verfremdungseffekt en allemand). Cet effet est utilisé pour enlever, chez le spectateur, l'illusion du théâtre, afin qu'il réfléchisse au sujet de la représentation. Le but recherché est de déclencher, chez le spectateur, la réflexion sur le thème représenté. C'est par la distanciation, qui montre des scènes insolites et en rupture avec l'action, que le spectateur est incité à ne pas accepter le sujet sans réflexion. Un exemple est la vision de Galilée qui considère un chandelier en mouvement de balance comme un objet étranger. Ce n'est que lorsque des choses connues et quotidiennes - comme des faits de société - apparaissent dans un contexte nouveau, étrange, que commence chez le spectateur un processus de réflexion qui aboutit à une compréhension approfondie d'un état de fait pourtant connu depuis longtemps. Ceci peut par exemple prendre la forme d'une historisation des personnes ou des événements.  
«  La distanciation
d'un événement ou d'un caractère consiste d'abord à enlever, à l'évènement ou au caractère, ses aspects familiers et évidents, et de créer de l'étonnement et de la curiosité [...] Distanciation est donc historisation, c'est-à-dire représentation d'événements ou de personnages comme transitoires.  »
— Brecht, Gesammelte Werke, vol 15. p. 301

### Historisation
L'historisation est une technique narrative que l'on retrouve par exemple dans La Vie de Galilée. Pour décrire la situation sociale présente, on « considère un système social donné du point de vue d'un autre système social ». Ceci permet ainsi une meilleure compréhension de cette époque, en la comparant au système social actuel :
«  Les classiques ont dit que le singe est le mieux compris depuis son descendant dans l'évolution, l'homme.  »
— Brecht, Gesammelte Werke, vol 16. p. 610

### Théâtre et société
Pour Brecht, le théâtre et la société étaient constamment en échange et interaction. Le théâtre doit refléter la société, et le spectacle théâtral doit inciter le spectateur à réfléchir sur la société et sa propre position dans la société. Ce processus de réflexion doit, selon Brecht, provoquer des modifications politiques et sociales, parce que le spectateur est insatisfait de la situation sociale montrée dans le  spectacle, et de la situation réelle ressentie, et qu'il se rebelle contre elle. En conséquence, Brecht ne voyait pas le théâtre comme une activité culturelle s'adressant à la couche supérieure de la société, mais au contraire comme un moyen d'instruction, notamment envers le prolétariat.

### Distraction et «misuk»
Le théâtre épique doit distraire, au sens où elle[Qui ?] est productive. Le spectateur ne doit pas s'identifier au spectacle, et ne pas se laisser arroser passivement, mais au contraire participer activement par la réflexion. L'aspect de distraction consiste donc pour Brecht en un processus de réflexion et de pensée du spectateur, mais aussi dans l'écoute. Les méthodes du théâtre épique sont également transposées à la musique par Brecht. Pour la musique correspondante, il a introduit le terme « misuk », sans se prendre trop au sérieux.